# ليمون كافيار
ليمون الكافيار أو ليمون الأصابع الأسترالي أو ليمون الأصابع (الاسم العلمي: Citrus australasica) هو نوع من النباتات يتبع جنسالليمون من الفصيلة السذابية. وهو شجيرة صغيرة شائكة أو شجرة صغيرة من الغابات المطيرة شبه الاستوائية وفي غابات المنطقة الساحلية من كوينزلاند ونيوساوث ويلز، أستراليا، لها ثمار صالحة للأكل ولكنها قيد التطوير كمحصول تجاري.

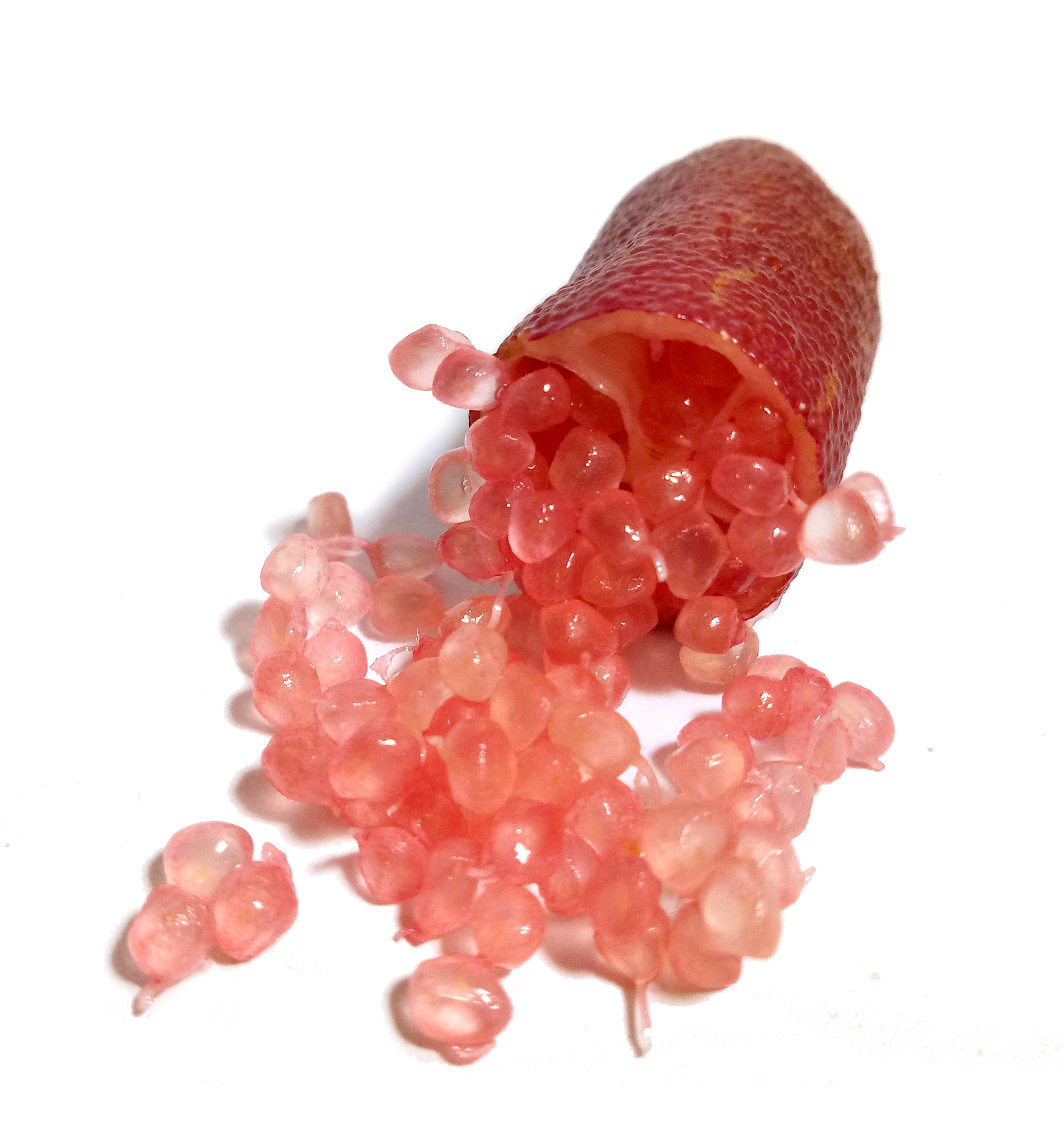